# Śmierć Dantona

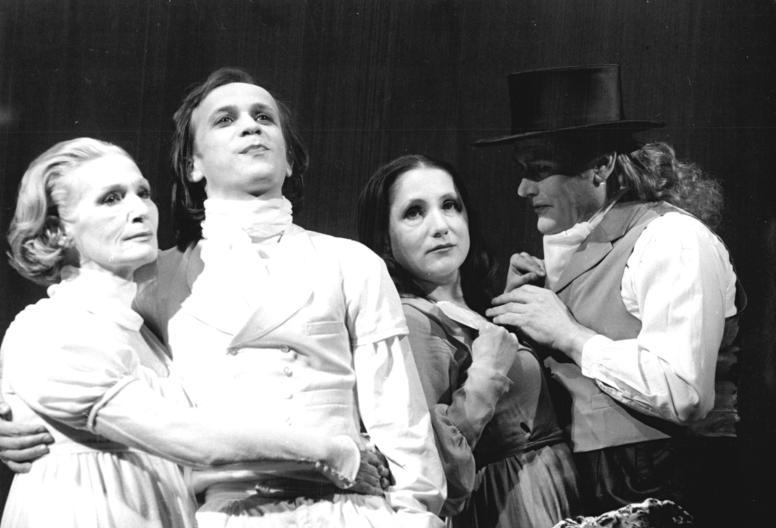

Śmierć Dantona (oryg. niem. Dantons Tod) – pierwsza sztuka Georga Büchnera z 1835, stanowiąca udramatyzowaną wersję wydarzeń związanych z aresztowaniem, procesem i śmiercią Dantona i jego zwolenników.

## Treść

### Akt I
Narasta konflikt między grupą skupioną wokół Robespierre'a, zwolennikami Dantona a ludem Paryża, który, cierpiąc nędzę, widzi coraz mniej sensu w kontynuowaniu rewolucji. Dantoniści głoszą program umiarkowany, Robespierre pragnie wprowadzać coraz bardziej radykalne środki. Dochodzi do spotkania między tymi dwoma przywódcami, które nie daje żadnych wyników. Robespierre, mimo dalszych wątpliwości, postanawia doprowadzić do procesu i śmierci Dantona na gilotynie.

### Akt II
Część przyjaciół Dantona namawia go do ucieczki za granicę lub podjęcia walki z rządem. Ten jednak nie wierzy w skuteczność swoich działań, jak również w to, że Konwent Narodowy mógłby aresztować człowieka powszechnie kojarzonego z powstaniem 10 sierpnia 1792. Wyznaje swojej żonie Julii, że czuje się winny za masakry wrześniowe. Wbrew jego oczekiwaniom pojawia się straż Konwentu, by go aresztować. Opinie posłów w związku z losem Dantona są podzielone, jednak mowy Robespierre'a i Saint-Justa przesądzają o zatwierdzeniu wyroku.

### Akt III
Więźniowie, wśród nich dantoniści, zastanawiają się nad istnieniem Boga. W tym czasie organizuje się Trybunał Rewolucyjny, a pierwsze przemówienie Dantona w czasie procesu robi ogromne wrażenie. Początkowo poparcie publiczności jest po jego stronie. W czasie drugiego posiedzenia sądowego sympatia odwraca się jednak od podsądnych, za sprawą plotek rozpuszczanych wśród widzów przez robespierrystów oraz wieści o wystawnym życiu prowadzonym przez Dantona przed aresztowaniem.

### Akt IV
Dantoniści zostali skazani na śmierć. Danton i Desmoulins po raz ostatni rozmawiają o życiu i śmierci. Julia Danton popełnia samobójstwo, przyjmując truciznę. Lucille Desmoulins woła "Niech żyje król!", by zginąć na gilotynie jak jej mąż.

## Cechy utworu
Büchner napisał Śmierć Dantona na podstawie zachowanych dokumentów, w tym stenogramu z procesu Dantona. Wiele wypowiedzi bohaterów stanowi dosłowne przytoczenie historycznych słów Robespierre'a i Dantona. Celem autora miała być refleksja nad klęską ideałów rewolucji francuskiej i jej przyczynami.
Przesłanie dzieła polemizuje z romantyczną wizją bohaterów aktywnych, zwłaszcza postaci z dramatów Schillera: Danton jest świadomy własnej bezradności w obliczu wielkich procesów społecznych, wie, że sam nie jest w stanie zmienić historii, o czym stale przekonany jest Robespierre. Dlatego nawet w obliczu śmierci jest hedonistą, prowadzi hulaszczy tryb życia, świadomie pogłębiając własną klęskę. Jego postawa jest silnie skontrastowana z postawą ludu paryskiego, nadal zainteresowanego rewolucją, zarówno w wymiarze bardziej ogólnym (rząd, los dantonistów), jak i dotykającym bezpośrednio życia obywateli (scena wybierania przez paryżan "rewolucyjnego" imienia dla dziecka). Danton paradoksalnie jednak zostaje przedstawiony jako człowiek lepiej rozumiejący historyczne procesy niż fanatyczny Robespierre, wierzący w skuteczność dalszej polityki terroru. Dramat zawierał silne akcenty ateistyczne.
Z przedstawioną w dramacie wizją rewolucji oraz interpretacją zachowania Robespierre'a i Dantona polemizowała w swoim utworze Sprawa Dantona Stanisława Przybyszewska.